# Кабо-Верде на Универсиадах
Кабо-Верде принимает участие в Универсиадах начиная с летней Универсиады 1987 года в Загребе. На зимних Универсиадах спортивная делегация Кабо-Верде не участвовала ни разу.
На настоящее время (после летней Универсиады 2021 и зимней Универсиады 2023) спортсмены Кабо-Верде на всех Универсиадах медалей не завоевали.